# 히에누키씨
히에누키씨(일본어: 稗貫氏 ひえぬきし[*])는 현재의 이와테현에 해당하는 무츠국 히에누키군을 지배했던 호족이다. 히에누키씨의 시조는 우대장 요리토모를 섬겨, 오슈 전투에서 키타카미가와 유역의 히에누키군을 받은데서 비롯되었다고 한다.